# Vostok 5
Vostok 5 fu una missione spaziale con equipaggio svoltasi nel corso del programma sovietico di esplorazione spaziale Vostok. Assieme con la missione Vostok 6 venne svolto il secondo volo di coppia nella storia del volo umano nello spazio. In aggiunta, il cosmonauta Valerij Fëdorovič Bykovskij rimase per quasi cinque giorni nell'orbita terrestre, fatto che rappresentò per il momento un nuovo record di durata di una missione e a tutt'oggi risulta il volo in solitaria durato più a lungo.

## Preparazione
Dopo il volo in coppia di Vostok 3 e Vostok 4, svoltosi ad agosto del 1962, non fu chiaro quante successive missioni del programma Vostok sarebbero state eseguite. Originariamente era previsto un volo di tre capsule con Vladimir Michajlovič Komarov, Bykovskij ed una donna cosmonauta, piano cancellato definitivamente il 1º aprile 1963. Fu infatti chiaro in quel momento che non sarebbero state prodotte nuove capsule della serie Vostok. Le sole due capsule monoposto rimaste vennero programmate ad essere impegnate per un volo di coppia equipaggiato da un uomo ed una donna.
L'11 maggio venne ufficializzata la nomina di Valerij Bykovskij quale pilota di questa missione. In precedenza il cosmonauta era stato riserva per la missione della Vostok 3. Piloti di riserva per questa missione vennero nominati i cosmonauti Aleksej Archipovič Leonov e Boris Valentinovič Volynov. Vostok 5 venne concepito quale preparazione per una successiva missione verso la Luna e pertanto venne programmata una durata di otto giorni.

## Missione
A causa di un'attività solare alquanto pericolosa, dovette essere spostato per più volte il lancio originariamente previsto per il 12 giugno. Durante il conto alla rovescia del 14 giugno, improvvisamente, un giroscopio smise di funzionare correttamente e, inoltre, un cavo si staccò infilandosi sotto la sedia del cosmonauta. Entrambi i problemi vennero risolti, del tutto contro le disposizioni vigenti e solo su espresso desiderio di Bykovskij, senza interrompere il conto alla rovescia. Così alle ore 14.58 (ora di Mosca) del 14 giugno 1963 avvenne il lancio di Vostok 5 dalla rampa di lancio del cosmodromo di Bajkonur. Dopo pochi minuti aveva raggiunto la traiettoria d'orbita terrestre con un perigeo di 130 km ed un apogeo di 131 km. L'inclinazione misurò 65 gradi. La traiettoria di volo fu notevolmente più bassa di quanto previsto e pertanto fu chiaro sin dall'inizio che la programmata durata di 8 giorni non sarebbe stata raggiunta a causa della forza d'attrito con l'atmosfera terrestre.
Inoltre intercorsero seri problemi con gli strumenti di sopravvivenza presenti a bordo della navicella spaziale, in particolar modo con i sistemi di controllo delle temperatura. Infatti durante lo svolgimento della missione la temperatura all'interno dell'abitacolo della capsula spaziale calò dagli originari 30 °C fino a solo 10 °C.
Due giorni dopo Vostok 5 avvenne il lancio della Vostok 6, equipaggiata da Valentina Vladimirovna Tereškova, la prima donna a volare nello spazio. Le due capsule si avvicinarono fino ad una distanza di soli 5 km. Con il perdurare della missione tale distanza aumentò da orbita ad orbita.
Durante il primo periodo della missione i due cosmonauti Bykovskij e Tereškova si trovavano in contatto radio diretto. Dal secondo giorno di missione in poi invece una comunicazione tra le due capsule fu esclusivamente possibile per il tramite dei vari posti di controllo a terra.
Dopo circa cinque giorni di missione, alle ore 14.06 (ora di Mosca) avvenne l'atterraggio a 540 km a nordovest di Karaganda - oggi nel Kazakistan. Tereškova era atterrata solo due ore e mezzo prima di lui.
Come al solito per i voli Vostok, Bykovskij si catapultò dall'abitacolo della capsula mediante un apposito seggiolino eiettabile, atterrando appeso ad un paracadute. Circa un centinaio di persone residenti nelle vicinanze si radunarono intorno al cosmonauta, il quale venne portato in automobile verso la capsula spaziale atterrata a circa due chilometri dalla sua posizione. Raggiunto la capsula si mise in contatto via radio con le squadre e gli aerei di soccorso e di recupero.

## Importanza
La missione Vostok 5, durata quasi cinque giorni, marcò un ulteriore record mondiale a favore dell'Unione Sovietica. Qualche settimana prima gli Stati Uniti d'America avevano raggiunto un loro record di poco più di 34 ore durante la missione Mercury-Atlas 9, che comunque risultò solo un accorciamento di distanza rispetto agli oltre tre giorni raggiunti dall'Unione Sovietica durante la missione Vostok 3. Ora tale precedente record era stato polverizzato aumentando nuovamente ed ulteriormente il vantaggio a favore dei sovietici. In aggiunta, la missione americana fu particolarmente caratterizzata dal malfunzionamento di quasi tutti i sistemi di bordo - disfunzioni intercorse durante l'ultima fase della missione stessa.
Nonostante qualche problema durante l'atterraggio, le missioni Vostok 5 e Vostok 6 rappresentarono il successo conclusivo di questo programma. Era stato infatti già precedentemente deciso che i successivi volo nello spazio con equipaggio sarebbero stati eseguiti con un capsule modificate in modo da trasportare un equipaggio con più componenti, capsule ufficialmente denominate Voschod. Si dovrà ancora attendere diversi anni per poter assistere alla finitura della capsula Sojuz, che venne per l'appunto concepita proprio a partire dalla fine di questa missione.
La capsula nella quale Bykovskij fece ritorno a Terra è attualmente esposta presso il museo Tsiolkovsky di Kaluga in Russia.